# Ha-Miflaga ha-le'umit ha-aravit
ha-Miflaga ha-le'umit ha-aravit (hebrejsky המפלגה הלאומית הערבית‎, arabsky الحزب القومي العربي‎, al-Hizb al-kavmi al-arabi; doslova „Arabská národní strana“) byla izraelská politická strana založená v roce 2001 Muhammadem Kanaánem.

## Okolnosti vzniku strany
Strana vznikla během funkčního období patnáctého Knesetu, když tři poslanci opustili Sjednocenou arabskou kandidátku. Jeden z nich, Hašim Mach'amid, založil formaci Pokroková národní aliance. Zbylí dva, Muhammad Kanaán a Taufíq Chatíb, ustavili novou stranu nazvanou Arabská národní strana.
Voleb v roce 2003 se ale strana neúčastnila. Před volbami v roce 2006 původně zvažovala účast na kandidátce levicové židovsko-arabské strany Chadaš, ale pak se rozhodla pro samostatnou účast, aby na poslední chvíli odstoupila a podpořila arabskou stranu Balad. Formálně už ale nebylo možné samostatnou kandidátní listinu odstranit, takže Arabská národní strana obdržela 738 hlasů (0,02 %), což ji ovšem neumožnilo zisk mandátu.